# Coleophora variicornis
Coleophora variicornis là một loài bướm đêm thuộc họ Coleophoridae. Nó được tìm thấy ở Đức to Ý and from Pháp to Hy Lạp.
Ấu trùng ăn Trifolium pratense.